# Županovanje v Globokem dolu
Županovanje v Globokem dolu je krajše prozno besedilo Josipa Jurčiča. Delo je izšlo v časopisu Slovenski narod dne 19. julija leta 1870.

## Vsebina
Nekega poletnega dne leta 1867 je v hribovsko vas Globoki dol župan Martinec od okrajnega poglavarstva domov prišel. Ko pride domov, zatrobi z rogom in vaščani se začno zbirati ob njegovi hiši. Pokaže jim knjigo, v kateri so zapisane nove postave. A nihče od prisotnih ne zna brati, zato ne vedo prav zares, kaj je zapisano. Župan se prav tako ne spomni, kaj jim je komisar pravil, saj je bila prevelika gneča na zborovanju. Vaščani so jezni, pravijo, da ne potrebujejo več župana, vzklikajo »Ni ga trebe!«. Knjigo sklenejo vrniti gosposki, a jih ti prepričajo, da ni v njej nič napačnega zapisanega. 
Naslednjih volitev za župana se ni udeležil nihče od prebivalcev Globokega dola. Ko jih zaradi tega že drugič kličejo v urad, pošljejo le krojača. Naročijo mu, naj ne govori drugega kot le besede »Ni ga trebe!«. Ker je krojač navodilom zvesto sledil, so ga zaradi upornosti za štiriindvajset ur zaprli. Globočani so ga imeli za mučenika in vsak mu je z veseljem žganje plačal. Župana so vendarle postavili, čeprav je Martinec svoj rog kar za streho zataknil. Da bi se taka zgodba drugič preprečila, je treba v vas uvesti šolo.